# Bibliothèque Mazarine

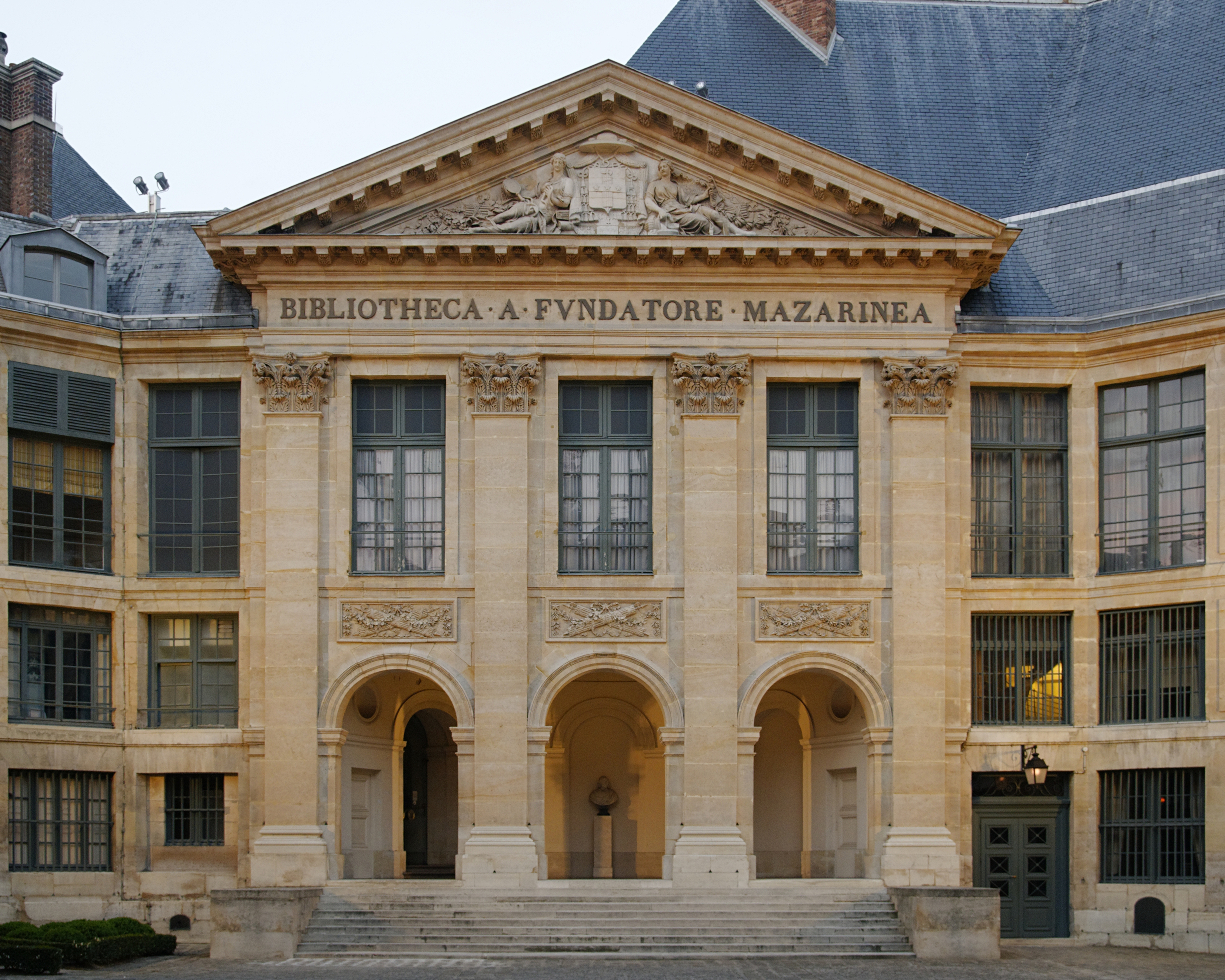
Institut de France där Bibliothèque Mazarine fanns.

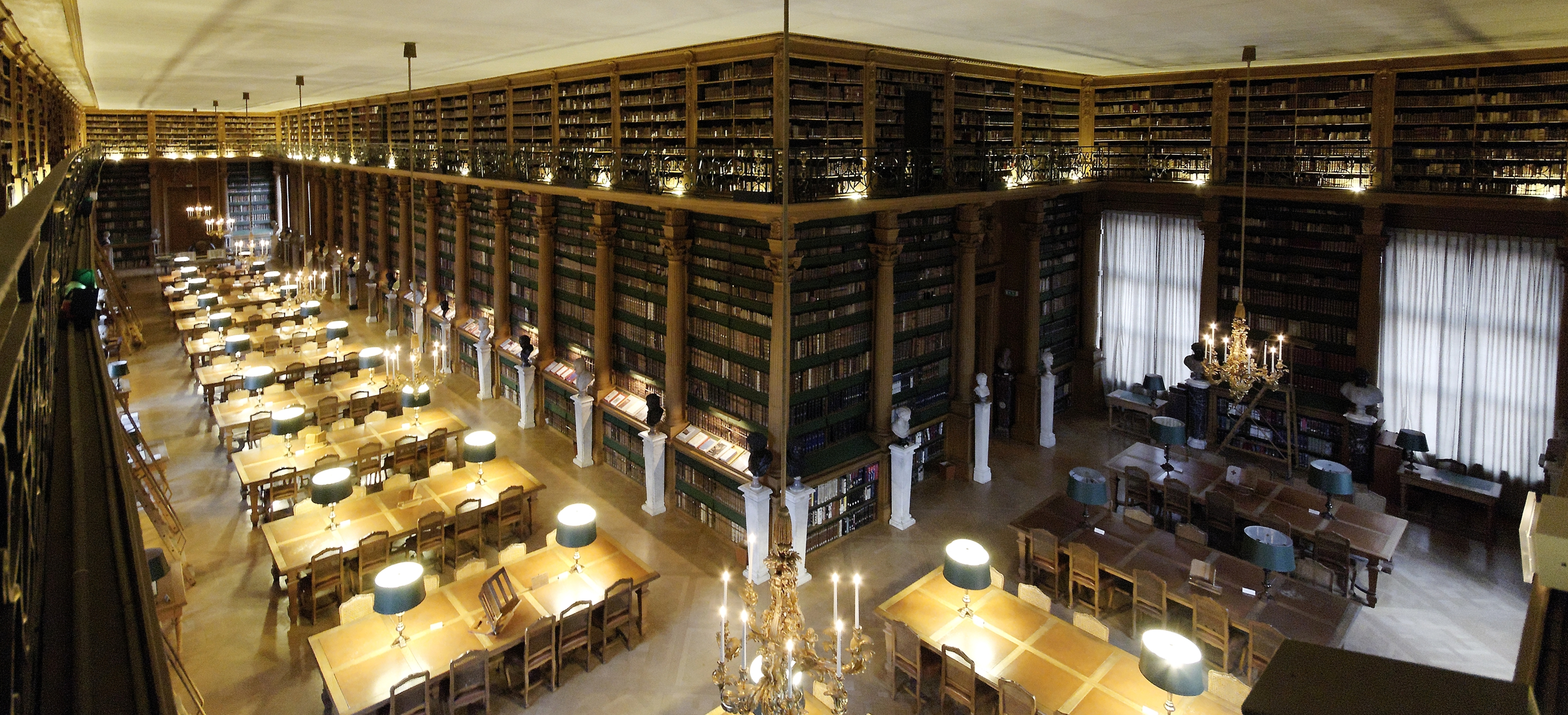
Läsesalen.

Bibliothèque Mazarine i Paris är det äldsta offentliga biblioteket i Frankrike, öppnat år 1643.

## Historia
Biblioteket var kardinal Mazarins eget bibliotek och sattes upp av fysikern och bibliotekarien Gabriel Naudé. År 1652 omfattade det omkring 40 000 enheter. Kardinal Mazarin testamenterade biblioteket till Collège des Quatre-Nations.
Under franska revolutionen tog biblioteket emot saker som av politiska orsaker konfiskerats från kloster, eller personer som flytt landet. Biblioteket har därefter expanderat genom inköp av nya publikationer, pliktexemplar och donationer.
År 1945 slogs Bibliothèque Mazarine ihop med Institut de France och lyder under franska utbildningsdepartementet. Läsesalen renoverades under åren 1968–1974.

## Samlingar
- 500 000 tryckta böcker (180 000 publicerade före 1801)
- 3 000 serietitlar
- 2 370 volymer Inkunabler
- 4 639 volymer manuskript